# David Speiser
David Speiser (ur. 27 sierpnia 1980 w Oberstdorfie) – niemiecki snowboardzista. Zajął 8. miejsce w snowcrossie na igrzyskach olimpijskich w Vancouver. Jego najlepszym wynikiem na mistrzostwach świata w snowboardzie było 11. miejsce w snowcrossie na mistrzostwach w La Molinie. Najlepsze wyniki w Pucharze Świata w snowboardzie osiągnął w sezonie 2010/2011, kiedy to zajął 26. miejsce w klasyfikacji generalnej. W sezonie 2006/2007 w klasyfikacji snowcrossu był czwarty.

## Sukcesy

### Igrzyska olimpijskie
| Miejsce | Dzień     | Rok  | Miejscowość | Konkurencja    | Zwycięzca    |
| ------- | --------- | ---- | ----------- | -------------- | ------------ |
| 32.     | 14 lutego | 2006 | Turyn       | Snowboardcross | Seth Wescott |
| 8.      | 15 lutego | 2010 | Vancouver   | Snowboardcross | Seth Wescott |

### Mistrzostwa Świata
| Miejsce | Dzień       | Rok  | Miejscowość | Konkurencja    | Zwycięzca        |
| ------- | ----------- | ---- | ----------- | -------------- | ---------------- |
| 38.     | 22 stycznia | 2005 | Whistler    | Halfpipe       | Antti Autti      |
| 25.     | 14 stycznia | 2007 | Arosa       | Snowboardcross | Xavier de Le Rue |
| 18.     | 18 stycznia | 2009 | Kangwŏn     | Snowboardcross | Markus Schairer  |
| 11.     | 18 stycznia | 2011 | La Molina   | Snowboardcross | Alex Pullin      |

### Puchar Świata

#### Miejsca w klasyfikacji generalnej
- 2002/2003 – –
- 2003/2004 – –
- 2004/2005 – –
- 2005/2006 – 90.
- 2006/2007 – 48.
- 2007/2008 – 38.
- 2008/2009 – 27.
- 2009/2010 – 29.
- 2010/2011 – 26.
- 2011/2012 –

#### Miejsca na podium
1. Lake Placid – 11 marca 2007 (Snowcross) – 3. miejsce
2. Leysin – 1 lutego 2008 (Snowcross) – 2. miejsce
3. Arosa – 20 grudnia 2008 (Snowcross) – 3. miejsce
4. Valmalenco – 20 marca 2009 (Snowcross) – 3. miejsce
5. Veysonnaz – 15 stycznia 2010 (Snowcross) – 2. miejsce
6. Stoneham – 17 lutego 2011 (snowboardcross) – 3. miejsce
7. Blue Mountain – 8 lutego 2012 – (snowboardcross) – 2. miejsce